# Ranma ½: Chōnai Gekitōhen
Ranma ½: Chōnai Gekitōhen (らんま1/2 町内激闘篇) est un jeu de combat édité par Masaya Games le 27 mars 1992 au Japon sur Super Famicom.

## Contenu
Ranma ½: Chōnai Gekitōhen est un jeu de combat disposant de huit personnages dont six à battre pour terminer le jeu. Quatre modes de difficultés sont proposés dans les options (easy, normal, hard et super). Le jeu contient également un neuvième personnage caché et jouable uniquement en mode versus, Cologne. Les personnages combattent dans des décors fixes et animés, chaque personnage possède son propre stage. Le mode histoire contient un niveau bonus qui récompense le joueur d'un continue supplémentaire s'il parvient à toucher Happôsai dix fois avant la fin du temps imparti. Les combattants de Chōnai Gekitōhen se composent de Ranma Saotome, Genma Saotome, Ryôga Hibiki, Kodachi Kunô, Tatewaki Kunô, Principal Kunô, Shampoo et de Happôsai,.